# クチン国際空港
クチン国際空港 （クチンこくさいくうこう; マレー語: Lapangan Terbang Antarabangsa Kuching; 英語: Kuching International Airport） は、マレーシアのサラワク州クチンにある国際空港である。

## 概要
クチン中心部から南へ約11kmに位置する。
- 航空管制：マレーシア民間航空局
- 運用時間 (MST)：24時間
- ILS：カテゴリーI（25のみ）

## ターミナル
3階建てになっており、出発ホール・到着ホールに道路が接続されている。
サラワク州は独自の入出国審査を実施している。したがって、サラワク州以外のマレーシアとの発着にもサラワク州の入出境審査が行われる。
- 1階（到着）
  - 国際線到着ホール・国内線到着ホール・国際線バゲージクレーム・国内線バゲージクレーム・魚検疫・動物検疫・植物検疫・タクシークーポン発券所
- 2階
  - 入国審査場・入境審査場・国際線搭乗待合室・国内線搭乗待合室・搭乗口・ボーディングブリッジ
    - サラワク州以外のマレーシアから到着の場合、入境審査がある。
- 3階（出発）
  - チェックインカウンター・国内線出発口・国内線（サラワク州内）出発口・国際線／国内線（サラワク州外）出発口
  - 出国（出境）審査場・国際線の搭乗口への通路（出発・到着ともに使用）
  - 航空会社や利用クラスに関わらず有料で利用できる空港ラウンジ（Plaza Premium Lounge）も設けられている。[3]
    - サラワク州以外のマレーシアへ出発の場合、出境審査がある。

## 就航航空会社と就航地
2020年以降、新型コロナウイルス感染症の影響により、多くの定期便が運休、減便、経路変更となっている。
| 航空会社             | 就航地 | 備考 |
| -------------------- | --- | ---- |
| マレーシア航空       | クアラルンプール シンガポール                                                                                                   |      |
| MASWings             | リンバン、ムル、ムカー、タンジュン・マニス                                                                                      |      |
| エアアジア           | クアラルンプール、コタバル、コタキナバル、ミリ、ビントゥル、シブ シンガポール、ポンティアナック(2025年10月26日より運航開始予定) |      |
| MYエアライン         | クアラルンプール |      |
| ファイアフライ       | ペナン、コタキナバル、ミリ |      |
| SKS航空              | ジョホールバル、シブ シンガポール/セレター                                                                                      |      |
| ラヤ航空             | クアラルンプール/スバン | 貨物 |
| ロイヤルブルネイ航空 | ブルネイ |      |
| スクート             | シンガポール |      |

2023年8月現在